# Charles E. Burchfield
Charles Ephraim Burchfield (Ashtabula Harbor, 9 april 1893 - 10 januari 1967) was een Amerikaans kunstschilder die aquarellen maakte van landschappen en stadsgezichten. Een groot deel van zijn schilderijen, archieven en dagboeken wordt bewaard in het naar hem vernoemde Burchfield Penney Art Center in Buffalo (New York).

## Leven en werk
Burchfield werd door zijn moeder, een weduwe, opgevoed in Salem (Ohio). Hij leefde er van zijn 5e tot zijn 28e levensjaar en maakte er zijn vroegste werken. Na een schrijverscarrière overwogen te hebben, richtte hij zich volledig op de schilderkunst. In 1916 studeerde Burchfield af aan de Cleveland School of Art. In 1921 verloofde hij zich en verhuisde het koppel naar Buffalo (New York), waar hij als ontwerper in dienst werd genomen bij een bedrijf dat behangpapier produceerde. Van 1925 tot aan het einde van zijn leven woonden Burchfield, zijn echtgenote Bertha Kenreich en hun vijf kinderen in een landelijke buurt van West Seneca. Burchfield kon vanaf 1928 voltijds en professioneel bezig zijn met zijn schilderkunst.
Als een van de weinigen koos Burchfield ervoor om uitsluitend met aquarel te werken. In tegenstelling tot de meeste aquarellisten, werkte hij bovendien aan een ezel. Hij schilderde met slechts heel weinig water aan zijn borstel op machinaal papier. Burchfields artistieke loopbaan wordt doorgaans ingedeeld in drie periodes. Tijdens de vroege periode (1915-1919) deed hij inspiratie op in en rond Salem (Ohio) en werd hij beïnvloed door het modernisme, meer bepaald het fauvisme dat zich laat zien in de grote monochrome vlakken. In zijn middelste periode (1919-1943) worden kleinstedelijke en industriële taferelen het onderwerp van zijn aquarellen. Dat deed Burchfield deels uit financiële redenen. Zijn grote werken, met een stevig kleurgebruik dat veeleer ongebruikelijk is voor aquarel, vertonen enige gelijkenis met het werk van Edward Hopper, met wie Burchfield bevriend was. De late periode in Burchfields carrière (1943-1967) toont een terugkeer naar zijn oorspronkelijke onderwerpen, terwijl de schilderijen wel duidelijk verrijkt zijn door de schilderervaring die hij in zijn middelste periode heeft opgedaan. Het resultaat is grote, hallucinante afbeeldingen van de natuur, gevat in levendige borstelstreken en overdreven vormen.